# Muhanna Al-Dura
Muhanna Al-Dura (em árabe:  مهنا الدرة‎) (Amã, 1938 – 24 de janeiro de 2021) foi um pintor jordano. Considerado um pioneiro em introduzir o cubismo e artes abstratas nas artes visuais jordana. Foi um professor na Faculdade de Boas Artes e designer na Universidade da Jordânia e serve, também, como o Presidente da Associação de Boas Artes. Seu pai era libanês e mãe turca.
Morreu em 24 de janeiro de 2021, aos 83 anos.